# Cycas collina
Cycas collina es una especie de Cycadopsida del género Cycas, de la familia Cycadaceae, del orden Cycadales.

## Distribución
Cycas collina se distribuye por Vietnam (Son La).

## Taxonomía
Fue descrita científicamente por K.D.Hill, T.H.Nguyên & P.K.Lôc. Fue publicado por primera vez en K.D.Hill, T.H.Nguyên & P.K.Lôc. In: Bot. Rev. (Lancaster) 70(2): 142-144, fig. 2. (2004).